# Кратная тяга

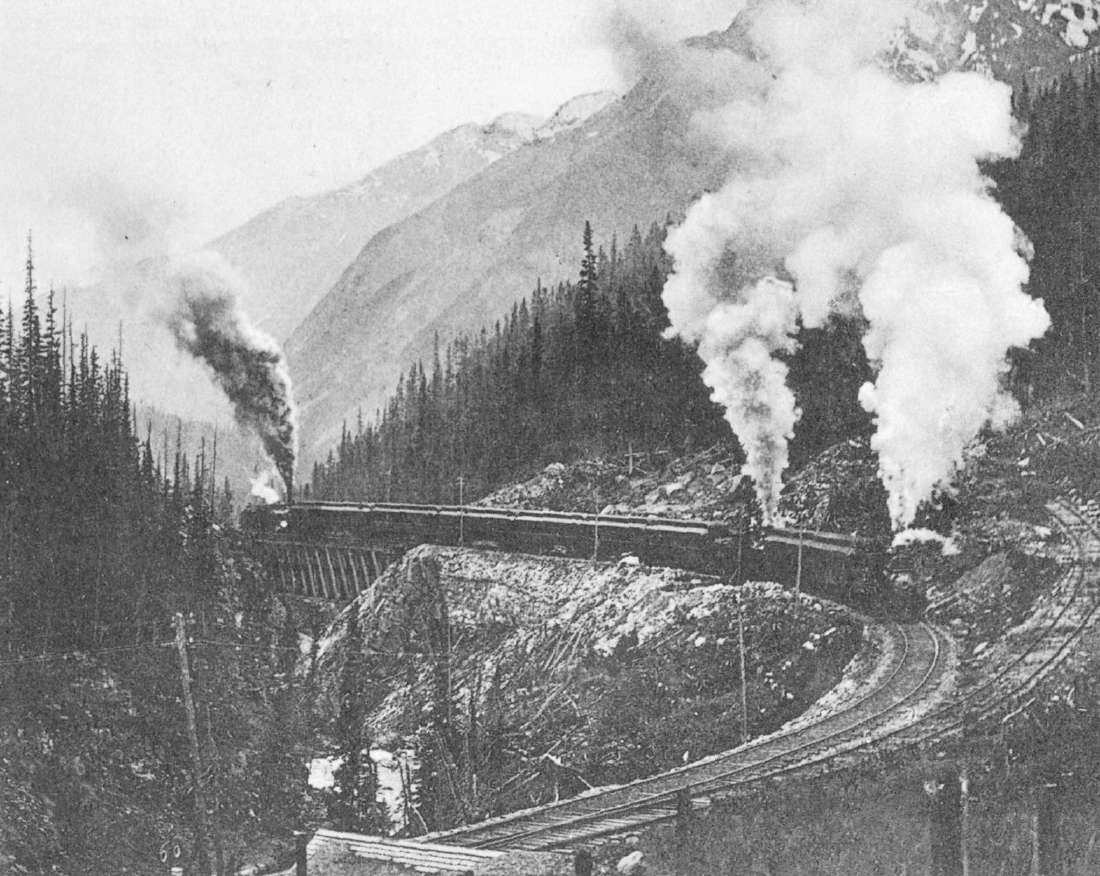
Товарный поезд с кратной тягой на перевале Big Hill («Большой холм») в Канаде

Кратная тяга — тип тяги поездов с помощью двух (двойная тяга), трёх (тройная тяга) или более локомотивов, размещённых в голове (передней части) поезда, при этом каждый локомотив обслуживается отдельной локомотивной бригадой. Наиболее распространена двойная (двукратная) тяга, когда используются два локомотива. Разновидностью кратной тяги является система многих единиц (СМЕ), при которой несколько локомотивов, у которых объединены цепи управления, обслуживает всего одна локомотивная бригада.
Чаще всего кратная тяга встречается при использовании паровозов, реже — на тепловозах (особенно ранних) и электровозах (например ВЛ61), так как последние в основном предусматривают управление по СМЕ. Иногда встречается кратная тяга, при которой локомотивы, по условиям прочности автосцепок, распределены по длине поезда, однако стоит отличать поезд с данным типом тяги от соединённого, составленного из нескольких обычных поездов. Также стоит отличать кратную тягу от применения локомотива-толкача и от пересылки локомотивов в «горячем»/«холодном» состоянии в голове поезда.
Данный тип тяги применяется в основном в случае если необходимо повысить массу или техническую скорость движения поезда. Часто такую усиленную тягу приходится использовать на крутых перевальных участках. Например, на основной магистральной трассе Львов — Стрый — Воловецкий перевал — Мукачево — Батьёво — Чоп, идущей через Карпаты, выделяется 23-х-километровый перевальный участок Лавочное — Бескидский тоннель — Воловец с уклоном 29 тысячных — это участок с самым крутым уклоном на магистральных линиях бывшего СССР. Здесь грузовые поезда на подъём до Бескидского тоннеля, а далее на спуск идут под кратной тягой в 2-3 локомотива и, кроме того, подталкиваются локомотивом-толкачом. На участке используются 2х-секционые локомотивы ВЛ11М.
Такой тип тяги иногда используется в постсоветских метрополитенах мотовозами. Удельная мощность мотовозов мала, но её хватает для большинства работ. Тем не менее, иногда возникает необходимость перевозки тяжёлых грузов (обычно цистерн для промывки тоннелей или с откачанными водами), для чего используют по два мотовоза со своими машинистами, так как доработка их до системы многих единиц экономически нецелесообразна. В отличие от железных дорог, где, как правило, для синхронизации работы бригады локомотивов используют радиосвязь, в метрополитене используют просто систему сигналов гудками.

## Примеры использования кратной тяги

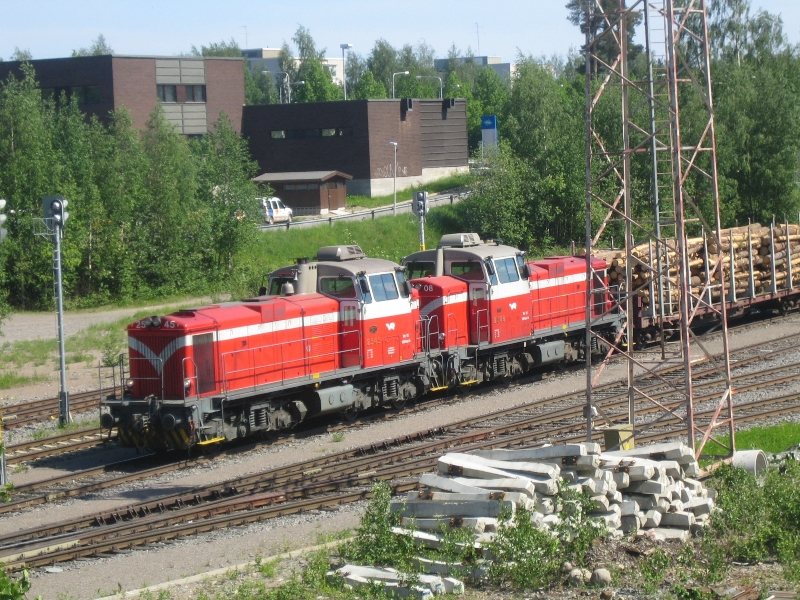
Маневровые тепловозы Dv12, следующие двойной тягой

- Для повышения веса поездов за счёт увеличения суммарной силы тяги локомотивов.
- Бывает и противоположная ситуация — число локомотивов увеличивают для увеличения тормозного эффекта при вождении поездов на затяжных спусках.
- Для повышения скоростей движения за счёт повышения удельной мощности.
- При низкой надёжности локомотивов, чтобы в случае поломки одного из локомотивов, второй смог бы довести поезд до ближайшей основной станции. Такая практика применяется, например, в праздничных ретро-поездах со старыми паровозами, когда по причине их низкой надежности в хвост поезда включают тепловоз (чаще — маневровый).
- В случае перевозки опасных (например ядерные отходы) грузов, когда должна быть исключена вероятность остановки поезда по причине поломки локомотива.

## Недостатки кратной тяги
Применение кратной тяги требует увеличения числа локомотивных бригад, а также локомотивов. Также в случае применения нескольких локомотивов неизбежна часто возникающая разница в их силах тяги, что в сочетании с повышением скорости движения может привести к происшествию. Наиболее яркий пример такого случая — крушение императорского поезда в Российской империи.

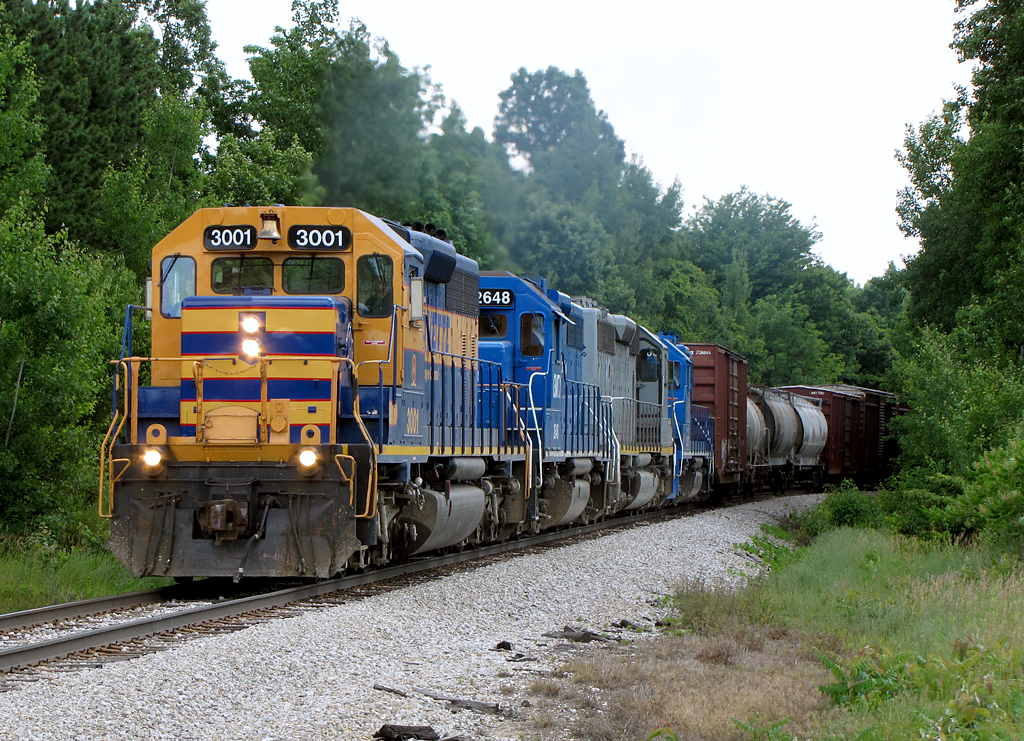
4 секции тепловоза во главе поезда